# Выгонка

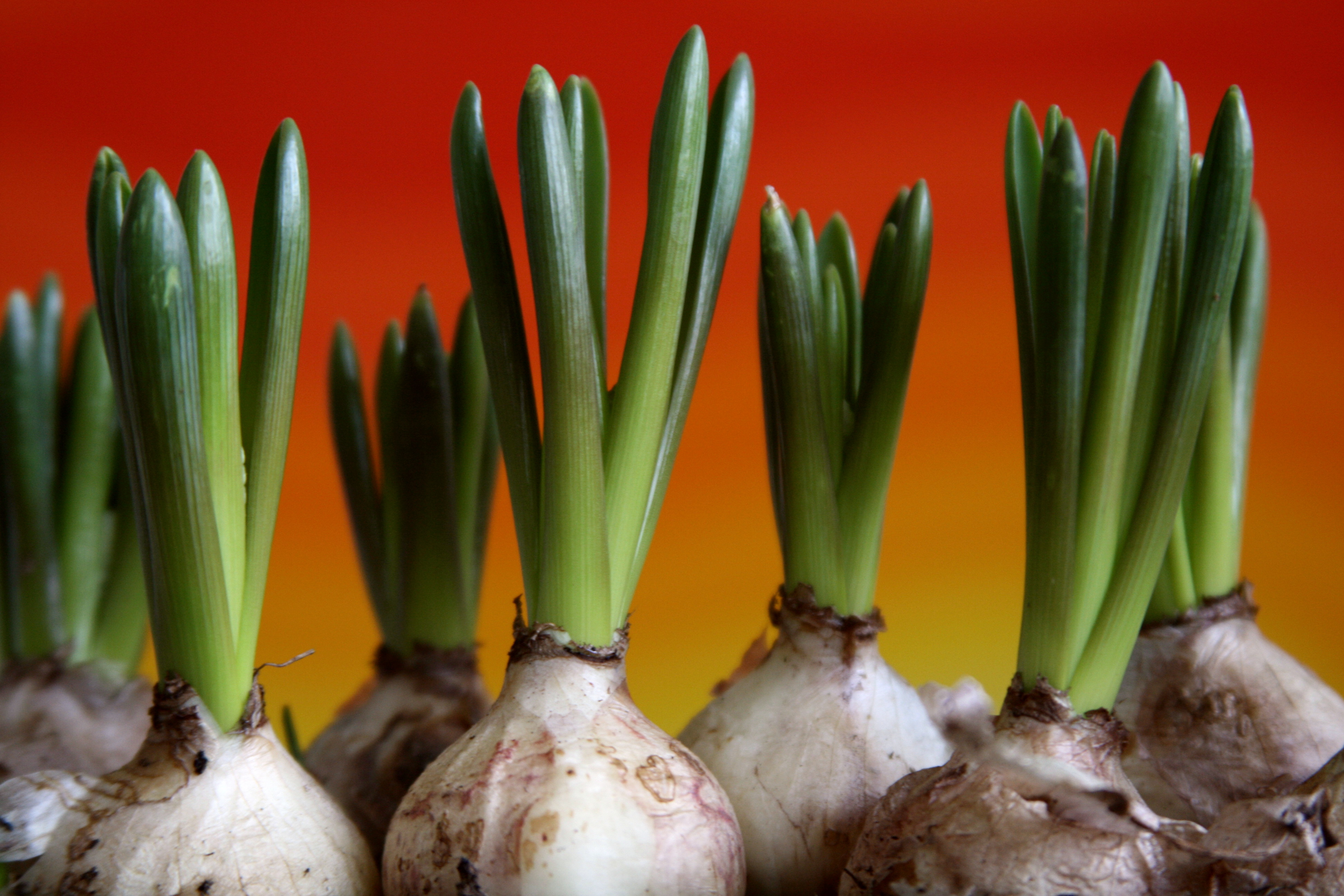
Выгонка гиацинтов

Выгонка растений — комплекс мер по ускорению их роста, широко применяется в цветоводстве и парниковом выращивании растений. При выгонке растения помещают в условия с повышенной влажностью, температурой и дополнительным освещением, что приводит к их активному развитию, обильному цветению и плодоношению. Выгонка является одним из основных агротехнических методов, который, несмотря на трудоёмкость и увеличение расходов на выращивание, получил широкое распространение в регионах с холодным и умеренным климатом, так как многие цветковые и овощные растения в таких условиях могут культивироваться в открытом грунте только при их предварительной выгонке в парниках.
При выгонке растений следует тщательно придерживаться технологии: при слишком быстром повышении температуры и чрезмерной влажности растения могут погибнуть. Следует учитывать, что плодовые деревья, в результате выгонки начавшие до срока цвести и плодоносить, раньше переходят в состояние покоя и требуют при его наступлении переноса в условия более низких температур. Луковицы и корни большинства цветущих растений при выгонке сильно истощаются и оказываются неспособными в следующем году к цветению, поэтому их помещают в грунт на один — два года для восстановления.

## Выгонка плодовых деревьев
Выгонкой называется также способ ускорения выращивания привитых плодовых деревьев посредством интенсивного удобрения почвы и расположения саженцев в низких влажных местах.

## Выгонка тюльпанов
Для выгонки тюльпанов производится подготовка луковиц: в течение необходимого времени их держат при температуре 20—34 °С для формирования органов цветка, а затем на 12—22 недель хранят при температуре +5 °С. Высадка производится в смесь крупнозернистого песка и торфа. После укоренения луковиц растения содержат при температуре 10—12 °С со слабым освещением в течение четырёх — пяти дней, после чего температуру повышают до 14—16 °С и увеличивают освещение.

## Выгонка нарциссов
Для выгонки нарциссов используется земляная смесь из супесчаной и листовой земли (2:1) с дренажем высотой 2—3 см, верхушки луковиц должны выступать из грунта на 1—2 см. Укоренение производят при температуре 5—8 °С, и только когда высота ростков достигнет 10—12 см, её повышают до 10—12 °С. Через семь — десять дней температуру постепенно увеличивают до 15—18 °С.

## Выгонка лилий
Для выгонки лилий используется дерновая земля с примесью листового перегноя и крупнозернистого песка. После посадки луковиц их содержат при температуре 4—6 °С в течение первых двух — трёх месяцев. После появления наземных ростков температуру содержания постепенно увеличивают до 18—20 °С. С момента появления корней и у основания стебля применяют удобрительные поливки раствором коровяка.

## Выгонка лука
Выгонка лука широко применяется для выращивания этой культуры в районах, расположенных высоко над уровнем моря. Во второй половине марта производится высев семян в парники, при этом высеивать следует широко, так как пикировка не предусмотрена. В конце апреля — начале мая растения пересаживают в открытый грунт с интервалом в 20 см между грядками и 10 см между ростками